# Crane Brinton

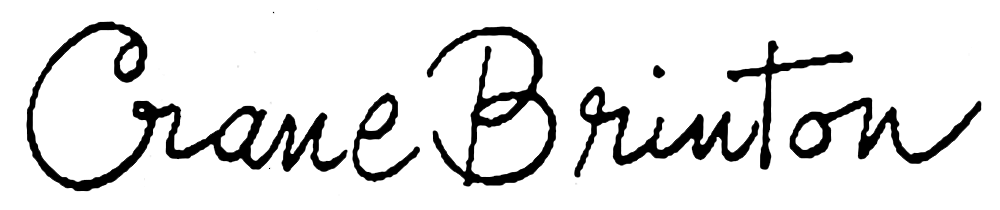
La firma del historiador estadounidense Crane Brinton.

Clarence Crane Brinton (Winsted, Connecticut, 1898 - Cambridge, Massachusetts, 7 de septiembre de 1968) fue un historiador estadounidense, especializado en historia de Francia y en historia de las ideas. Su obra más conocida, The Anatomy of Revolution (Anatomía de la revolución), compara la dinámica de los movimientos revolucionarios.

## Biografía
Tras su nacimiento, su familia se mudó a Springfield, Massachusetts, donde creció. Brinton asistió a la escuela pública antes de entrar en Harvard en 1915. Su excelente carrera le granjeó una Rhodes Scholarship en Oxford. Doctorado en 1923, Brinton comenzó a dar clases en Harvard ese mismo año, obteniendo la cátedra en 1942, que ocupó hasta su muerte. Presidente de la American Historical Association y la Society for French Historical Studies. 
Su curso en Harvard era conocido entre sus estudiantes como "Breakfast with Brinton." (Desayuno con Brinton). Durante la Segunda Guerra Mundial sirvió un tiempo como Jefe de investigación y análisis de la oficina de servicios estratégicos en Londres. También fue Fire Marshal de la Catedral de San Pablo en la misma ciudad, que resistió los bombardeos con daños menores. Tras la guerra, fue distinguido por el ejército de Estados Unidos por su contribución a la Liberación de Francia. Fue secretario de Society of Fellows de Harvard a finales de los años 1940. Con otros personajes del periodo (McGeorge Bundy and Ray Cline), fue muy influyente en los servicios de inteligencia y seguridad de Estados Unidos.
En 1968, Crane Brinton testificó en la comisión Fulbright del Senado sobre la Guerra de Vietnam acerca de la naturaleza de la oposición vietnamita.

## Obras
- The Political Ideas of the English Romanticists (1926, 1966),
- The Jacobins: An Essay in the New History (1930),
- English Political Thought in the Nineteenth Century (1933)
- A Decade of Revolution, 1789-1799 (1934),
- "The History of Paper Money to the War," The Journal of Modern History Vol. 6, No. 3, September 1934
- The Lives of Talleyrand[1] (1936), una biografía de Talleyrand con una única perspectiva favorable
- The Anatomy of Revolution (1938, revisado en 1965),[2] un estudio de Revolución Francesa
- Ideas and Men: the Story of Western Thought (1950, 1963),,[3] estudio del pensamiento occidental desde la Grecia antigua hasta nuestros días
- A History of Western Morals (1959),
- The Shaping of the Modern Mind (1963),,[4] adaptación de Ideas and Men
- The Americans and the French (1968),[5]